# Grande Prêmio da Alemanha de 1990
Resultados do Grande Prêmio da Alemanha de Fórmula 1 realizado em Hockenheim em 29 de julho de 1990. Nona etapa do campeonato, foi vencido pelo brasileiro Ayrton Senna, da McLaren-Honda, num pódio formado por Alessandro Nannini, da Benetton-Ford, e Gerhard Berger, também da McLaren-Honda.

## Resumo
Ayrton Senna era o grande ídolo dos alemães. Tinha vencido em Hockenheim nos dois anos anteriores e, na falta de um piloto da terra, os germânicos saudavam o brasileiro com muita cerveja e bandeiras brasileiras com sua foto. Talvez esse carinho motivasse Senna porque, mais uma vez, foi imbatível na busca da pole position e tranqüilo no grande prêmio. Liderou fácil e, mesmo quando ficou atrás de Alessandro Nannini (Benetton-Ford), após o pit stop de pneus, não perdeu o controle da corrida. Voltou à ponta e emplacou a terceira vitória consecutiva no GP da Alemanha, propiciando aos seus alegres fãs mais um motivo para inundar o belo autódromo alemão de chope. Mas Ayrton Senna não comemorou, refugiou-se no motorhome da McLaren para chorar a morte do seu fiel amigo e empresário Armando Botelho, que aconteceu quando o piloto dava a volta da vitória em Hockenheim.
Philippe Alliot foi desclassificado porque os fiscais de pista o ajudaram de forma ilegal após sua Ligier ter sido bloqueada pela Dallara do italiano Emanuele Pirro. Esta foi a segunda desclassificação do francês na temporada.

## Classificação

### Pré-qualificação
| Pos. | Nº | Piloto             | Construtor    | Tempo    | Diferença |
| ---- | -- | ------------------ | ------------- | -------- | --------- |
| 1    | 26 | Philippe Alliot    | Ligier-Ford   | 1:45.513 | —         |
| 2    | 25 | Nicola Larini      | Ligier-Ford   | 1:46.186 | + 0.673   |
| 3    | 14 | Olivier Grouillard | Osella-Ford   | 1:46.828 | + 1.315   |
| 4    | 18 | Yannick Dalmas     | AGS-Ford      | 1:47.125 | + 1.612   |
| 5    | 17 | Gabriele Tarquini  | AGS-Ford      | 1:48.127 | + 2.614   |
| 6    | 33 | Roberto Moreno     | EuroBrun-Judd | 1:48.983 | + 3.470   |
| 7    | 31 | Bertrand Gachot    | Coloni-Ford   | 1:50.460 | + 4.947   |
| 8    | 34 | Claudio Langes     | EuroBrun-Judd | 1:50.897 | + 5.384   |
| 9    | 39 | Bruno Giacomelli   | Life          | 2:10.786 | + 25.273  |

### Treinos classificatórios
| Pos.    | Nº | Piloto             | Construtor        | Q1       | Q2       | Diferença |
| ------- | -- | ------------------ | ----------------- | -------- | -------- | --------- |
| 1       | 27 | Ayrton Senna       | McLaren-Honda     | 1:40.198 | 1:46.843 | —         |
| 2       | 28 | Gerhard Berger     | McLaren-Honda     | 1:40.434 | 1:46.628 | + 0.236   |
| 3       | 1  | Alain Prost        | Ferrari           | 1:41.732 | 1:42.590 | + 1.532   |
| 4       | 2  | Nigel Mansell      | Ferrari           | 1:42.313 | 1:42.057 | + 1.859   |
| 5       | 6  | Riccardo Patrese   | Williams-Renault  | 1:43.736 | 1:42.195 | + 1.997   |
| 6       | 5  | Thierry Boutsen    | Williams-Renault  | 1:43.620 | 1:42.380 | + 2.182   |
| 7       | 20 | Nelson Piquet      | Benetton-Ford     | 1:42.926 | 1:42.872 | + 2.674   |
| 8       | 4  | Jean Alesi         | Tyrrell-Ford      | 1:43.255 | 1:44.652 | + 3.057   |
| 9       | 19 | Alessandro Nannini | Benetton-Ford     | 1:43.594 | 1:44.559 | + 3.396   |
| 10      | 16 | Ivan Capelli       | Leyton House-Judd | 1:45.025 | 1:44.349 | + 4.151   |
| 11      | 30 | Aguri Suzuki       | Lola-Lamborghini  | 1:45.382 | 1:44.363 | + 4.165   |
| 12      | 29 | Eric Bernard       | Lola-Lamborghini  | 1:44.998 | 1:44.496 | + 4.298   |
| 13      | 3  | Satoru Nakajima    | Tyrrell-Ford      | 1:44.873 | 1:44.650 | + 4.452   |
| 14      | 15 | Maurício Gugelmin  | Leyton House-Judd | —        | 1:45.193 | + 4.995   |
| 15      | 23 | Pierluigi Martini  | Minardi-Ford      | 1:45.736 | 1:45.237 | + 5.039   |
| 16      | 11 | Derek Warwick      | Lotus-Lamborghini | 1:45.364 | 1:45.244 | + 5.046   |
| 17      | 8  | Stefano Modena     | Brabham-Judd      | 1:45.547 | 1:47:269 | + 5.349   |
| 18      | 10 | Alex Caffi         | Arrows-Ford       | 1:46.201 | 1:45.604 | + 5.406   |
| 19      | 9  | Michele Alboreto   | Arrows-Ford       | 1:45.871 | 1:45.755 | + 5.557   |
| 20      | 12 | Martin Donnelly    | Lotus-Lamborghini | 1:47.723 | 1:45.790 | + 5.592   |
| 21      | 7  | David Brabham      | Brabham-Judd      | 1:46.110 | 1:46.518 | + 5.912   |
| 22      | 25 | Nicola Larini      | Ligier-Ford       | 1:47.068 | 1:46.187 | + 5.989   |
| 23      | 21 | Emanuele Pirro     | Dallara-Ford      | 1:46.904 | 1:46.506 | + 6.308   |
| 24      | 26 | Philippe Alliot    | Ligier-Ford       | 1:46.596 | 1:57.287 | + 6.398   |
| 25      | 36 | J. J. Lehto        | Onyx-Ford         | 1:48.856 | 1:46.867 | + 6.669   |
| 26      | 35 | Gregor Foitek      | Onyx-Ford         | 1:47.209 | 1:47.726 | + 7.011   |
| 27      | 14 | Olivier Grouillard | Osella-Ford       | 1:47.429 | 1:48.172 | + 7.231   |
| 28      | 24 | Paolo Barilla      | Minardi-Ford      | 1:47.747 | 1:47.958 | + 7.549   |
| 29      | 18 | Yannick Dalmas     | AGS-Ford          | 1:47.789 | 1:47.874 | + 7.591   |
| 30      | 22 | Andrea de Cesaris  | Dallara-Ford      | 1:48.118 | 1:48.032 | + 7.834   |
| Fontes: |    |                    |                   |          |          |           |

### Corrida
| Pos.    | Nº | Piloto             | Construtor        | Voltas | Tempo/Diferença      | Grid | Pontos |
| ------- | -- | ------------------ | ----------------- | ------ | -------------------- | ---- | ------ |
| 1       | 27 | Ayrton Senna       | McLaren-Honda     | 45     | 1:20:47.164          | 1    | 9      |
| 2       | 19 | Alessandro Nannini | Benetton-Ford     | 45     | + 6.520              | 9    | 6      |
| 3       | 28 | Gerhard Berger     | McLaren-Honda     | 45     | + 8.553              | 2    | 4      |
| 4       | 1  | Alain Prost        | Ferrari           | 45     | + 45.270             | 3    | 3      |
| 5       | 6  | Riccardo Patrese   | Williams-Renault  | 45     | + 48.028             | 5    | 2      |
| 6       | 5  | Thierry Boutsen    | Williams-Renault  | 45     | + 1:21.491           | 6    | 1      |
| 7       | 16 | Ivan Capelli       | Leyton House-Judd | 44     | + 1 volta            | 10   |        |
| 8       | 11 | Derek Warwick      | Lotus-Lamborghini | 44     | + 1 volta            | 16   |        |
| 9       | 10 | Alex Caffi         | Arrows-Ford       | 44     | + 1 volta            | 18   |        |
| 10      | 25 | Nicola Larini      | Ligier-Ford       | 43     | + 2 voltas           | 22   |        |
| 11      | 4  | Jean Alesi         | Tyrrell-Ford      | 40     | Transmissão          | 8    |        |
| NC      | 36 | J. J. Lehto        | Onyx-Ford         | 39     | + 6 voltas           | 25   |        |
| Ret     | 29 | Eric Bernard       | Lola-Lamborghini  | 35     | Bomba de combustível | 12   |        |
| Ret     | 30 | Aguri Suzuki       | Lola-Lamborghini  | 33     | Embreagem            | 11   |        |
| Ret     | 3  | Satoru Nakajima    | Tyrrell-Ford      | 24     | Motor                | 13   |        |
| Ret     | 20 | Nelson Piquet      | Benetton-Ford     | 23     | Motor                | 7    |        |
| Ret     | 23 | Pierluigi Martini  | Minardi-Ford      | 20     | Motor                | 15   |        |
| Ret     | 35 | Gregor Foitek      | Onyx-Ford         | 19     | Spun Off             | 26   |        |
| Ret     | 2  | Nigel Mansell      | Ferrari           | 15     | Asa quebrada         | 4    |        |
| Ret     | 15 | Maurício Gugelmin  | Leyton House-Judd | 12     | Motor                | 14   |        |
| Ret     | 7  | David Brabham      | Brabham-Judd      | 12     | Motor                | 21   |        |
| Ret     | 9  | Michele Alboreto   | Arrows-Ford       | 10     | Motor                | 19   |        |
| Ret     | 12 | Martin Donnelly    | Lotus-Lamborghini | 1      | Embreagem            | 20   |        |
| Ret     | 8  | Stefano Modena     | Brabham-Judd      | 0      | Embreagem            | 17   |        |
| Ret     | 21 | Emanuele Pirro     | Dallara-Ford      | 0      | Colisão              | 23   |        |
| DSQ     | 26 | Philippe Alliot    | Ligier-Ford       | 0      | Desclassificado      | 24   |        |
| DNQ     | 14 | Olivier Grouillard | Osella-Ford       |        |                      |      |        |
| DNQ     | 24 | Paolo Barilla      | Minardi-Ford      |        |                      |      |        |
| DNQ     | 18 | Yannick Dalmas     | AGS-Ford          |        |                      |      |        |
| DNQ     | 22 | Andrea de Cesaris  | Dallara-Ford      |        |                      |      |        |
| DNPQ    | 17 | Gabriele Tarquini  | AGS-Ford          |        |                      |      |        |
| DNPQ    | 33 | Roberto Moreno     | EuroBrun-Judd     |        |                      |      |        |
| DNPQ    | 31 | Bertrand Gachot    | Coloni-Ford       |        |                      |      |        |
| DNPQ    | 34 | Claudio Langes     | EuroBrun-Judd     |        |                      |      |        |
| DNPQ    | 39 | Bruno Giacomelli   | Life              |        |                      |      |        |
| Fontes: |    |                    |                   |        |                      |      |        |

## Tabela do campeonato após a corrida
| Pos.    | Piloto          | Pontos |
| ------- | --------------- | ------ |
| 1       | Ayrton Senna    | 48     |
| 2       | Alain Prost     | 44     |
| 3       | Gerhard Berger  | 29     |
| 4       | Thierry Boutsen | 18     |
| 5       | Nelson Piquet   | 18     |
| Fontes: |                 |        |

| Pos.    | Equipe           | Pontos |
| ------- | ---------------- | ------ |
| 1       | McLaren-Honda    | 77     |
| 2       | Ferrari          | 57     |
| 3       | Benetton-Ford    | 31     |
| 4       | Williams-Renault | 30     |
| 5       | Tyrrell-Ford     | 14     |
| Fontes: |                  |        |

- Nota: Somente as primeiras cinco posições estão listadas. Entre 1981 e 1990 cada piloto podia computar onze resultados válidos por temporada não havendo descartes no mundial de construtores.